# گروه اس‌دی‌جی
گروه اس‌دی‌جی (انگلیسی: SDG Group) شرکت مشاور مدیریت ایتالیایی است، که در سال ۱۹۹۱ تأسیس شد.